# Das Buch für Alle

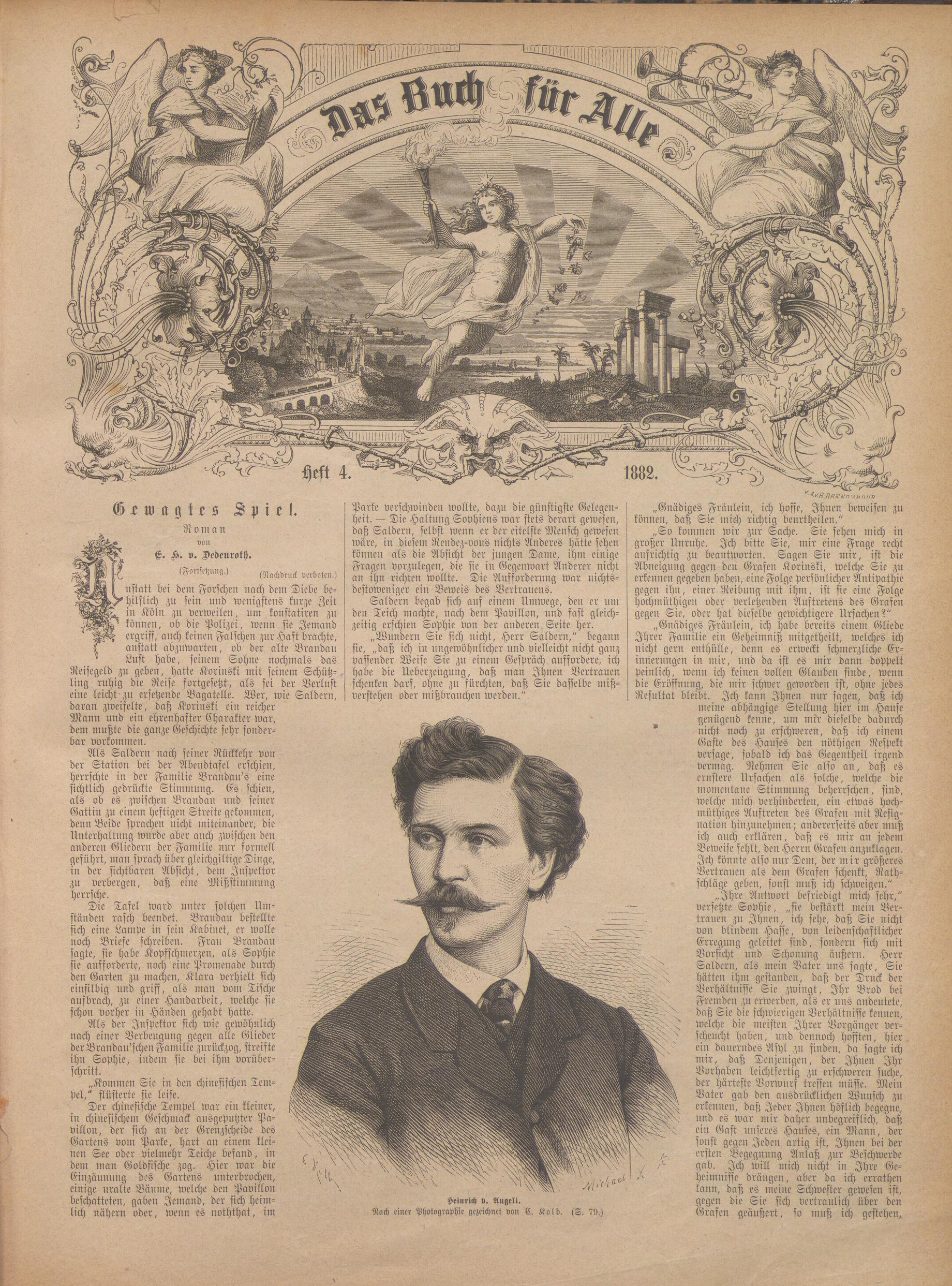
Titelblatt: Das Buch für Alle, 1882 Heft 4

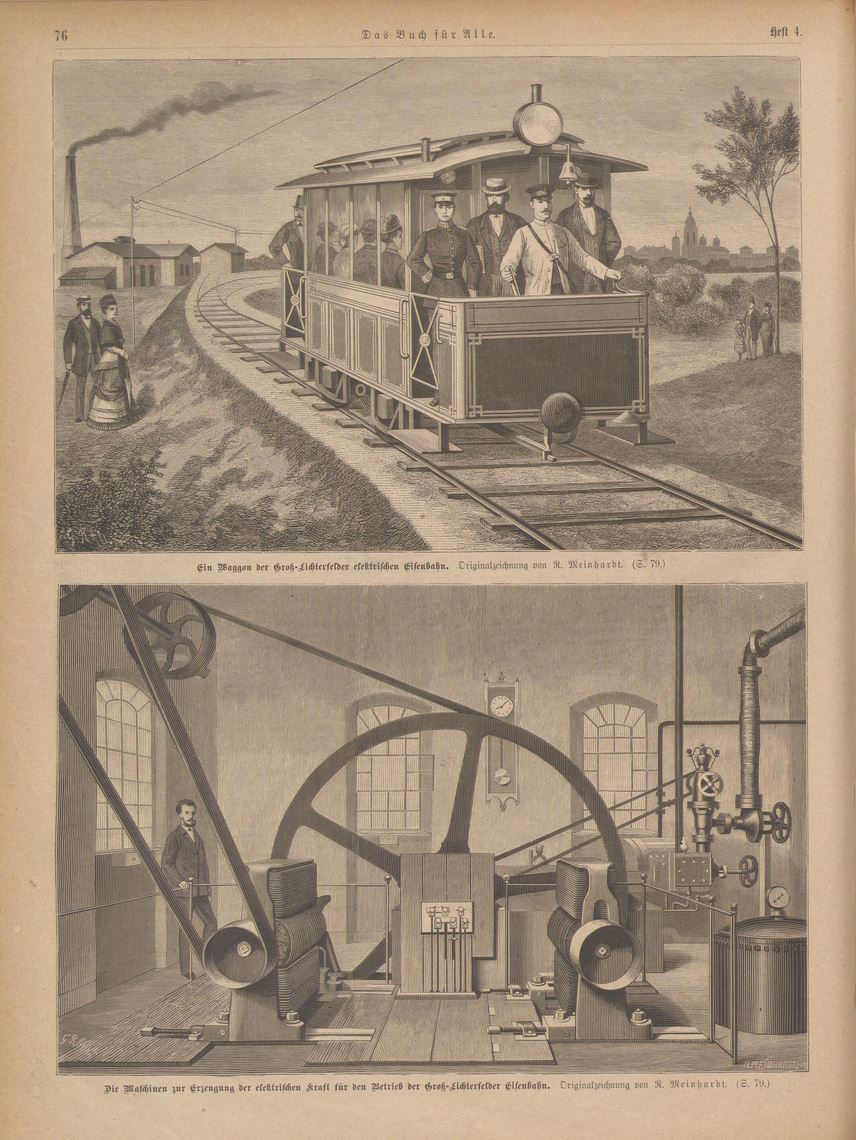
Grafik im Buch für Alle zur ersten elektrischen Straßenbahn der Welt in Lichterfelde, 1882

Das Buch für Alle war eine deutsche Familienzeitschrift, die von 1866 bis 1944 erschien und sich an ein kleinbürgerliches Publikum und die wachsende Mittelschicht wandte.

## Geschichte
Das illustrierte Familienblatt wurde erstmals 1866 von Hermann Schönlein in seinem eigenen Verlag in Stuttgart herausgebracht. Das Blatt enthielt die für Familienblätter übliche Mischung aus Fortsetzungsromanen oder -novellen, Kriminal- und Abenteuergeschichten, Reiseberichten, Völkerkundlichem, „Erzählungen aller Art“, Lebensbeschreibungen berühmter Persönlichkeiten und Novellen zur Unterhaltung der Leserschaft. Es wurden aber auch Berichte über herausragende Ereignisse, neue technische Errungenschaften oder Erkenntnisse der Wissenschaft aufgenommen. Eine weitere regelmäßige Rubrik bildete die Vorstellung einzelner Städte und Gegenden des (ab 1871 bestehenden) Deutschen Reiches. Ebenso wurde regelmäßig über neu fertiggestellte Großbauten innerhalb Deutschlands, aber auch aus diversen anderen Ländern (z. B. die neu hinzugekommenen Bauten des Ringes in Wien), berichtet. Regelmäßig gab es zudem Beiträge zur Kunst inkl. Reproduktionen in Form von Holzstichen bekannter oder neuer Gemälde.
Das herausragende Charakteristikum des Buches für Alle bilden die ganzseitigen, pro Jahr auch um die 20 doppelseitigen Stiche, die in ihrem künstlerischen Gehalt wie auch der Deutlichkeit der Darstellung die Grafiken z. B. der Gartenlaube, der Illustrirten Welt oder auch der Illustrirten Zeitung übertreffen. Zu den Stechern, die regelmäßig Illustrationen für das Buch für Alle beitrugen, gehörten Carl August Deis, Alois Greil und C. Kolb.
Nach dem Tode von Hermann Schönlein ging der Verlag 1888 durch Kauf an den Verlag von Adolf von Kröner, ohne dass sich an der Ausrichtung oder der Redaktion des Familienblattes etwas änderte. Auch nach der Fusion des Kröner-Verlags mit dem Verlag von Wilhelm Spemann in die Union Deutsche Verlagsgesellschaft änderte sich am Blatt für Alle nichts, auch wenn in den beiden anderen Verlagen deren eigene illustrierte Familienblätter existierten (wie Illustrirte Welt, Vom Fels zum Meer oder Über Land und Meer). Erst zum Ende des Jahres 1902 sollte dann eine dieser Illustrierten – nämlich die Illustrirte Welt – mit dem Buch für Alle fusionieren, wobei der Jahrgang 1903 noch parallel, aber inhaltsgleich mit dem Buch für Alle, unter dem Titel Illustrierte Welt – vereinigt mit dem Buch für Alle (sic! Schreibung im letzten Jahr des Erscheinens mit ie in Illustrierte), erschien.
Auch wenn die Gartenlaube über all die Jahre ihres Erscheinens die bekannteste und verbreitetste Illustrierte für die gesamte Familie war, konnte sich Das Buch für Alle fast 80 Jahre neben diesen anderen bekannten deutschen Familienblättern behaupten und stellte erst 1944 sein Erscheinen ein.
Trotz des sichtbar hohen künstlerischen Wertes der enthaltenen Holzstiche ist Das Buch für Alle in deutschen Bibliotheken nur selten überkommen; für die von der deutschen Wikisource initiierte digitale Ausgabe der Zeitschrift mussten mehr als 10 deutsche Bibliotheken gewonnen werden, ihre Bände beizutragen.